# Saint-Michel-de-Frigolet

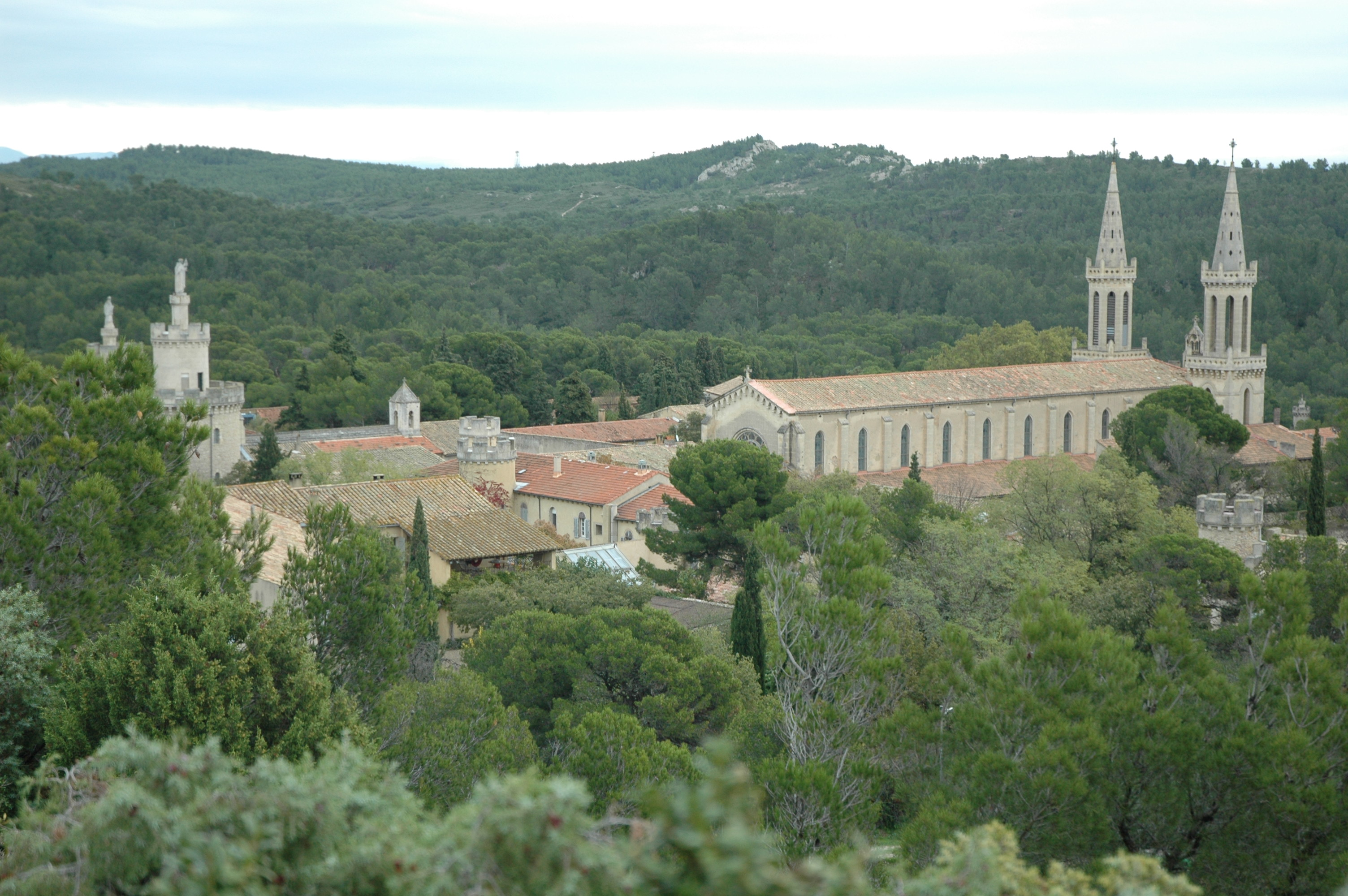
Prämonstratenser-Abtei von Frigolet

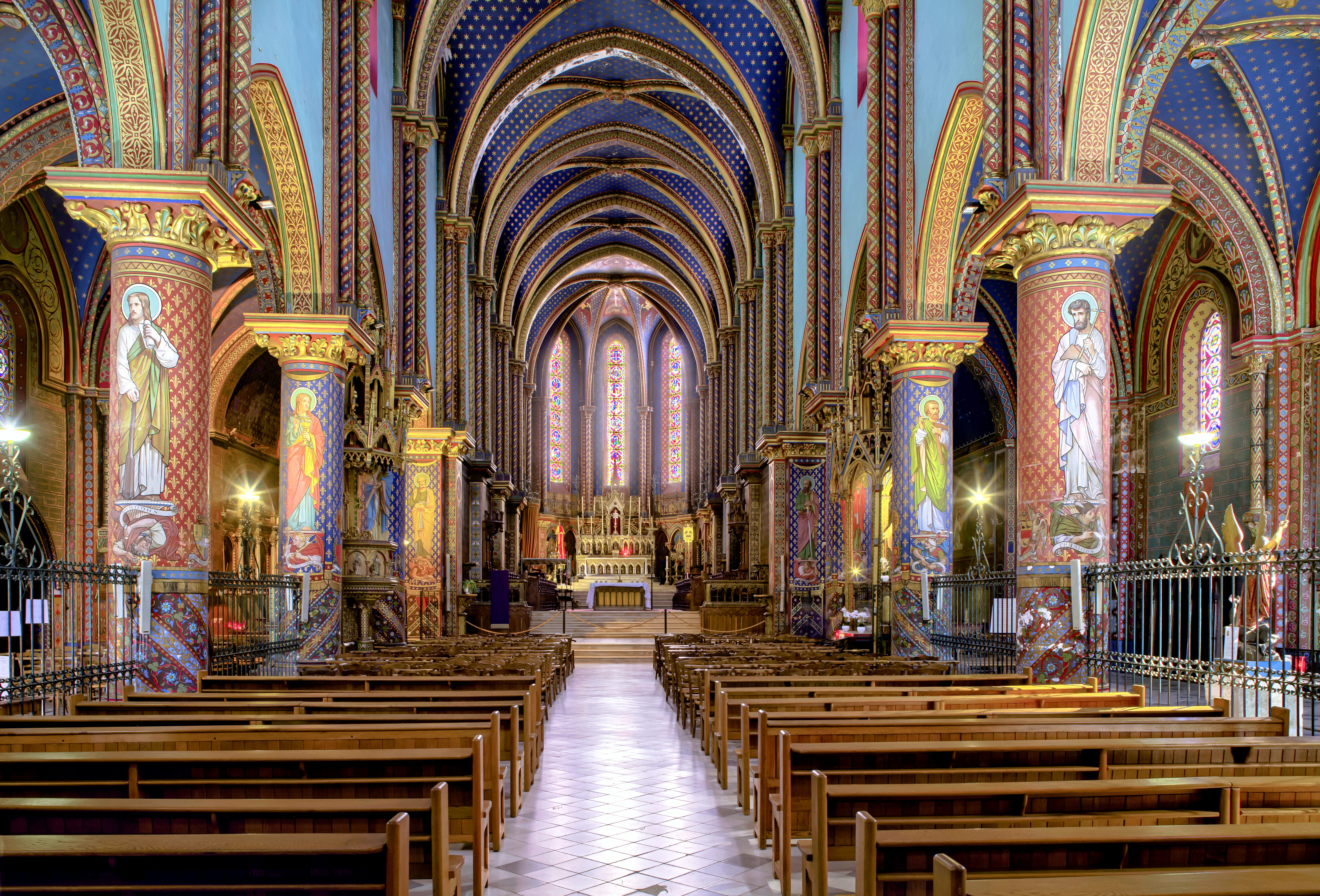
Innenraum der Abteikirche

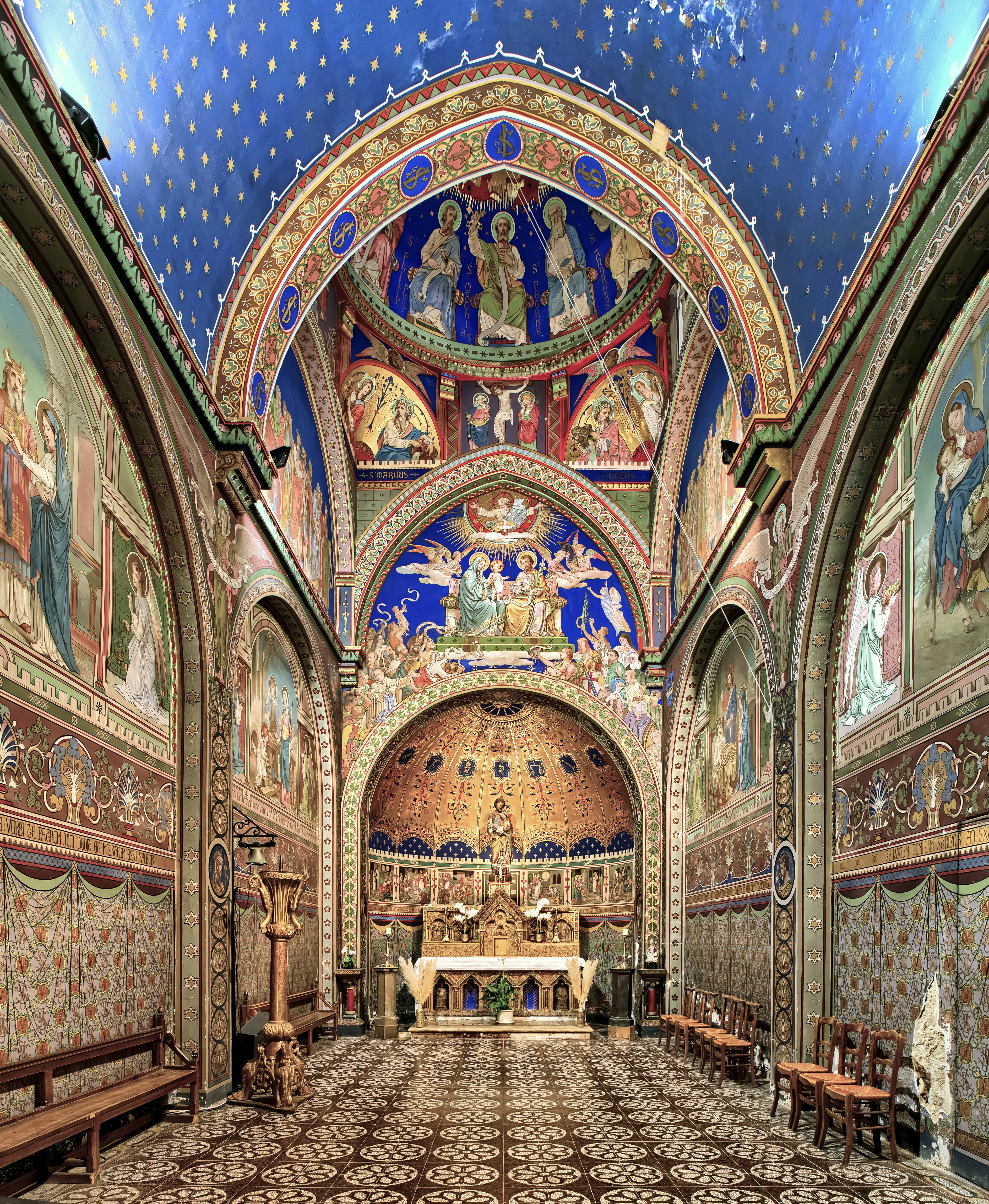
Josefskapelle

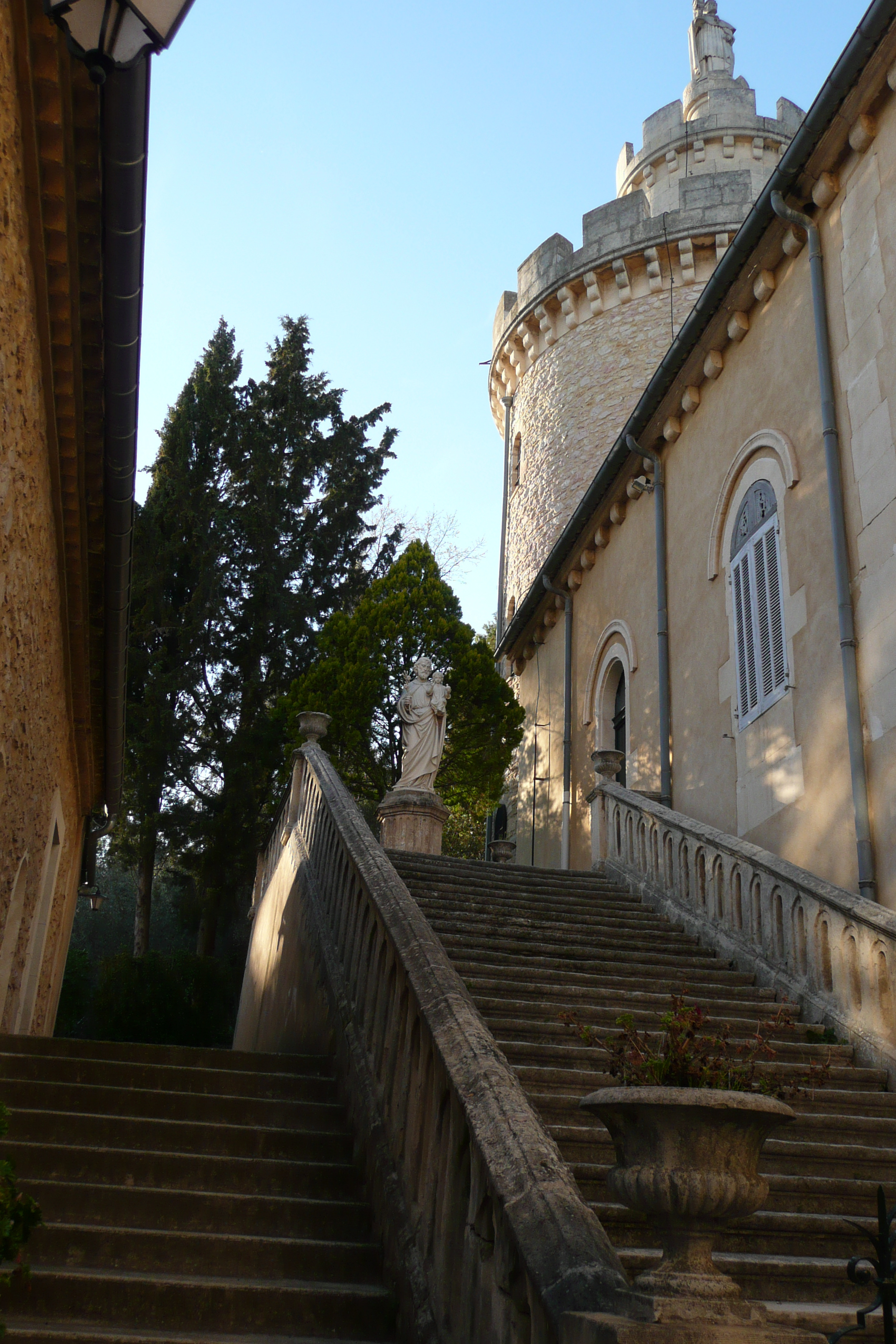
Abteigebäude

Saint-Michel-de-Frigolet (lat. Abbatia Ferigoletensis)  ist eine Abtei der Prämonstratenser und ehemaliges Benediktinerkloster im Hügelgebiet der Montagnette auf dem Gemeindegebiet von Tarascon.

## Geschichte
Saint-Michel wurde im 10. Jahrhundert gegründet, nachdem Mönche aus Montmajour aus gesundheitlichen Gründen die Sümpfe um ihr Mutterkloster verlassen hatten und in die wesentlich angenehmere Umgebung der Montagnette umgezogen waren: das Kloster wurde um die Wallfahrtskapelle Notre-Dame-du-Bon-Remède errichtet.
Eine der größten Sehenswürdigkeiten des Klosters sind drei in vergoldete Holzarbeiten gefasste Gemälde von Pierre Mignard, die Anna von Österreich dem Kloster im Jahr 1638 stiftete, nachdem sie nach 23 Jahren Kinderlosigkeit den späteren Sonnenkönig Ludwig XIV. zur Welt gebracht hatte. In dieser Zeit wird das gesamte Kloster Notre-Dame-du-Bon-Remède genannt.
Nachdem die Abtei während der Französischen Revolution 1791 säkularisiert und später verkauft worden war, war sie eine Zeit lang Pensionat, zu dessen Zöglingen von 1839 bis 1841 der junge Frédéric Mistral gehörte.
Der Besitzer der Anlage ließ einen Neubau um die Wallfahrtskapelle herum errichten, die heute die linke Seite der Apsis der 1858 gebauten Abteikirche bildet. Ebenfalls in den Bau einbezogen wurden die alte Abteikirche Saint-Michel (11. Jahrhundert) sowie der Kapitelsaal und das Refektorium des Klosters. Im gleichen Jahr wurde das Kloster Saint-Michel-de-Frigolet von Prämonstratenser-Chorherren unter Edmond Boulbon neu gegründet, 1869 erhielt die Gründung den Status einer Abtei.
Bereits 1880 mussten im Zusammenhang mit der antiklerikalen Politik der damaligen französischen Regierung die im Kloster lebenden Prämonstratenser Saint-Michel ein erstes Mal wieder verlassen – der Vorgang wurde aufgrund des Widerstands der Chorherren als „Belagerung von Frigolet“ bekannt. Die Konventualen gingen vorübergehend ins Exil nach England, wo sie das Priorat von Storrington gründeten.
Eine weitere Vertreibung folgte 1903, die Prämonstratenser gingen nach Leffe in Belgien, der Staat verkaufte die Gebäude. Während des Ersten Weltkriegs dienten die Gebäude als Gefangenenlager. Das Ende des Krieges brachte das Ende der politischen Auseinandersetzungen, um 1922 konnten die Ordensmitglieder aus ihrem Exil wieder zurückkehren.
1984 wurde die Abteikirche von Papst Johannes Paul II. in den Rang einer Basilica minor erhoben.

## Literarische Adaption
Alphonse Daudet beschreibt in seiner Novellensammlung „Lettres de mon moulin“ (1866), deutsch: „Briefe aus meiner Mühle“ (1879), in der fiktionalen Erzählung „L’Élixir du révérend père Gaucher“ die Erzeugung eines Klosterlikörs durch den Prämonstratenserbruder Gaucher, der die Abtei Saint-Michel-de-Frigolet aus ihrer prekären wirtschaftlichen Lage befreit.